# Hr.Ms. Van Galen (1928)
Hr.Ms. Van Galen – holenderski niszczyciel z okresu międzywojennego i II wojny światowej, typu Admiralen. Nosił znak burtowy VG. Został zatopiony przez niemieckie lotnictwo 10 maja 1940. Nazwę tę nosił m.in. także niszczyciel z 1942 r.

## Budowa i opis
„Van Galen” należał do typu standardowych holenderskich niszczycieli z okresu międzywojennego, określanego jako typ Admiralen (admirałowie), budowanego według projektu brytyjskiego. Był pierwszym ukończonym z czterech okrętów drugiej zmodyfikowanej serii typu Admiralen, określanej też stąd czasami jako typ Van Galen. Budowany był w stoczni Maatschappij voor Scheepsen Werktuigbouw Fijenoord w Rotterdamie, pod numerem 307. Położenie stępki miało miejsce 28 maja 1927 (wraz z bliźniaczym „Witte de With”), wodowanie 28 czerwca 1928 roku. Okręt wszedł do służby 22 października 1929 roku. Nazwę otrzymał na cześć holenderskiego oficera marynarki Johana van Galen (1604-1653).
Niszczyciele typu Admiralen były typowymi niszczycielami średniej wielkości okresu międzywojennego. Ich kadłub miał podniesiony pokład dziobowy na ok. 1/3 długości, sylwetka była dwukominowa. Uzbrojenie główne drugiej serii składało się z 4 pojedynczych dział kalibru 120 mm Bofors L/50 No.5, umieszczonych po dwa na dziobie i rufie w superpozycji. Uzbrojenie przeciwlotnicze średniego kalibru składało się z jednego działa 75 mm na śródokręciu, między kominami. W drugiej serii wzmocniono uzbrojenie małokalibrowe, które stanowiły 4 działka 40 mm Vickers i 4 wkm-y. Uzbrojenie torpedowe, przeciętne dla tej klasy okrętów, stanowiło sześć wyrzutni torped kalibru 533 mm w dwóch potrójnych aparatach. Uzbrojenie przeciw okrętom podwodnym stanowiły 4 miotacze bomb głębinowych, z zapasem 3 bomb na każdy. Na torach minowych okręty mogły przenosić 24 miny morskie. Unikalną cechą wśród okrętów tej klasy była możliwość przenoszenia wodnosamolotu zwiadowczego Fokker C.VIIW, stawianego na wodę za pomocą dźwigu, jednakże przenoszenie go nie było jednak praktyczne i do początku wojny wodnosamoloty zdjęto.
Napęd niszczycieli stanowiły 2 turbiny parowe systemu Parsonsa o mocy 31 000 KM, umieszczone we wspólnej maszynowni, napędzające 2 śruby. Zasilane były w parę przez 3 kotły parowe Yarrow, umieszczone w dwóch kotłowniach. Prędkość maksymalna wynosiła 34 węzły (podczas prób, przy przeciążaniu siłowni, niszczyciel „Piet Hein” osiągnął 36,1 w).

## Służba
Po wejściu do służby, „Van Galen”, służył początkowo na krótko na wodach Holandii. 18 stycznia 1930 r. wypłynął w celu przebazowania do Holenderskich Indii Wschodnich, płynąc przez Amerykę Południową i wokół Afryki i odwiedzając po drodze m.in. Curacao, Barbados, Trynidad, Pernambuco, Bomę, Kapsztad, Mombasę i Kolombo. Na miejsce, do Sabangu dotarł 19 maja 1931, stając się drugim nowoczesnym holenderskim niszczycielem stacjonującym w Indiach Wschodnich (został uprzedzony przez „Witte de With”, który wypłynął po nim).
Jako jedyny z niszczycieli typu Admiralen, „Van Galen” nie zakończył służby na wodach Indii Wschodnich, gdyż 7 kwietnia 1940 roku został odesłany do Holandii, która pozostawała neutralna w początkowym okresie II wojny światowej. Płynąc przez Kanał Sueski, dopłynął 8 maja do Den Helder, po czym do Rotterdamu. 10 maja 1940 Holandia została zaatakowana przez Niemcy i „Van Galen” brał udział w odpieraniu nalotów lotnictwa, w rejonie szlaku wodnego Nieuwe Waterweg. Został jeszcze tego samego dnia wysłany w celu ostrzelania wojsk niemieckich na lotnisku Waalhaven w Rotterdamie, lecz w drodze został uszkodzony przez niemieckie lotnictwo i został skierowany do portu Merwehaven, gdzie zatonął (otrzymał cztery trafienia bombami podczas nalotu 36 bombowców Heinkel He 111 z jednostki KG 4). Ponieważ wrak utrudniał żeglugę, został 23 października 1941 podniesiony przez Niemców i odholowany do rejonu Hendrik-Ido-Ambacht, gdzie został złomowany (według innych źródeł, pozostał tam do końca wojny). Był pierwszym utraconym niszczycielem typu Admiralen i jedynym utraconym w Europie.